# .bar
.bar是一個互聯網域名，服務於酒吧、酒館、餐廳、夜總會等場所，以及送餐和酒品行業。作爲一個新的通用頂級域，它為墨西哥城公司Punto 2012（页面存档备份，存于）所有。域名.BAR（页面存档备份，存于）啓用於2014年6月11日。
這一域名的發音也與黑山西南部亞得里亞海沿岸的城市巴爾（塞爾維亞-克羅埃西亞語發音：[bâr]）相同。為此，Punto 2012已授予該市達成協議並授予其域名使用權。